# Léa Feldblum
Léa (Laja) Feldblum (לאה פלדבלום, geboren am 13. Juli 1918 in Warschau, gestorben 1989 in Tel Aviv) war eine aus Polen stammende jüdische Erzieherin, die die Kinder von Izieu in Frankreich betreute und begleitete, die im Vernichtungslager Auschwitz-Birkenau ermordet wurden. Feldblum überlebte die Shoah und sagte 1987 vor Gericht gegen den NS-Verbrecher und Gestapo-Chef von Lyon und SS-Obersturmbannführer Klaus Barbie aus, der die Deportation der Kinder und Betreuer des Kinderheims organisiert hatte.

## Leben

### Familie
Léa Feldblum hatte eine Schwester, Rywka Feldblum (geboren 1904), und einen Bruder, Moses Feldblum (geboren 1913). Die Familie lebte in Warschau und zog 1929 nach Antwerpen in Belgien. In Belgien war Feldblum Mitglied von Hashomer Hatzair, einer sozialistisch-zionistischen Jugendorganisation. Nach der Besetzung Belgiens durch die deutsche Wehrmacht im Zweiten Weltkrieg floh die Familie nach Frankreich und ließ sich in Bousquet-d’Orb in der Nähe von Montpellier nieder. Beide Eltern starben im Abstand von acht Monaten in Montpellier. Ihr Bruder und ihre Schwester wurden nach dem Einmarsch der Deutschen nach Frankreich am 12. September 1942 mit dem 31. Transport in das Konzentrationslager Auschwitz deportiert. Sie überlebten die Shoa nicht.

### Berufstätigkeit in Izieu

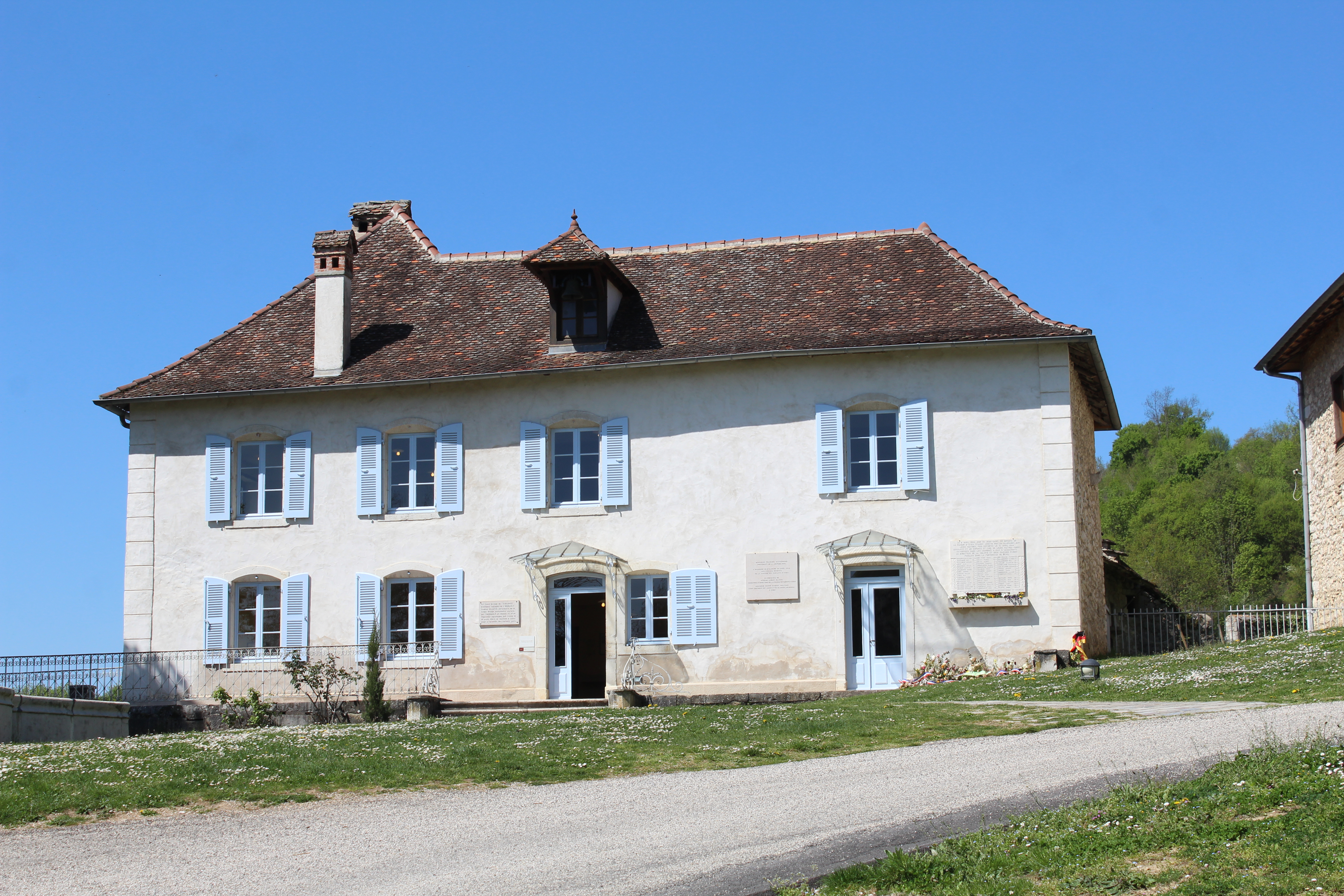
La Maison d’Izieu: Das Kinderheim, in dem die 44 Kinder bis April 1944 wohnten.

Léa Feldblum fand Arbeit als Lehrerin und Erzieherin in einem Kinderheim des internationalen jüdischen Kinderhilfswerks Œuvre de secours aux enfants (OSE) in Palavas-les-Flots und dann in Campestre à Lodève. Für einige Zeit wurde sie in die neue Zentrale der OSE in Chambéry in der italienisch besetzten Zone versetzt. Dann begann sie unter dem nicht jüdisch klingenden Decknamen Marie-Louise Decoste im Kinderheim von Izieu, 80 Kilometer von Lyon entfernt, zu arbeiten.
Izieu, ein kleines Bauerndorf mit rund 200 Einwohnern im Rhonetal, war zunächst italienisch besetzt, nach der Kapitulation Italiens am 8. September 1943 von den Deutschen. Die aus Polen stammende jüdische Krankenschwester und Sozialarbeiterin Sabine Zlatin (1907–1996) und ihr Mann Miron Zlatin (1904–1944) hatten dort 1943 einen schon lange leer stehenden Hof und dessen Nebengebäude und Grundstück gemietet, um ein Kinderheim zu gründen, das Haus wurde inoffiziell La Maison d‘Izieu genannt. Das Heim war keine Institution des OSE-Kinderhilfswerks, aber die Organisation förderte jedes der dort lebenden Kinder mit einem Stipendium. Die Mitarbeiter der Unterpräfektur Belley wussten von dem Heim und waren den Menschen dort wohlgesonnen. Von Mai 1943 bis April 1944 wurden in dem Heim insgesamt rund 100 jüdische Kinder aus Frankreich, Belgien, Deutschland, Österreich, Rumänien und Algerien untergebracht und betreut, deren Eltern von den Nationalsozialisten interniert oder deportiert worden waren.
Dass in dem Haus jüdische Waisen und Halbwaisen lebten, war im Dorf bekannt. Einige ältere Jugendliche besuchten in Belley die Schule. In Briefen des achtjährigen Wiener Jungen Georgy Halpern an seine Eltern, die die Shoah überlebten, ist dokumentiert, dass es den Kindern im Heim gut ging, er berichtete von Spielen und Schlittenfahrten, dem Schulalltag und dem Hund des Heims, Tommy. Dem Vater schrieb er: „Ich wünsche dir ein gutes, glückliches neues Jahr, dass der Krieg bald zu Ende ist und wir alle wieder zusammen sind.“ Die zehnjährige Alice-Jacqueline Luzgart schrieb in einem Brief an ihre Schwester zuversichtlich von ihren Berufs- und Lebensplänen. Der zwölfjährige Jacques Benguigui, einer der drei in Izieu untergebrachten Söhne der späteren Zeugin der Anklage Fortunée Benguigui, schickte seiner Mutter liebevolle Grüße zum Muttertag und teilte ihr mit, er teile den Inhalt ihrer Päckchen, die er per Post erhielt, mit den anderen Kindern. Stanley Meisler von der Los Angeles Times schrieb, der Ton der Briefe erinnere oft an Briefe aus einem Sommerferienlager, aber es wurden auch Briefe gefunden, in denen die Angst der Kinder um ihre Eltern deutlich wurde. Liliane, ein Mädchen, dessen Eltern nach Auschwitz deportiert worden waren, schrieb einen Brief an Gott und bat ihn um Schutz für ihre Eltern.
Paulette Pallarés, eine junge Frau, die im Sommer 1943 in dem Heim als Betreuerin arbeitete, machte viele Fotos vom Leben in Izieu, sie zeigen fröhliche Kindergruppen, meistens in der Natur, auch Léa Feldblum ist auf den erhalten gebliebenen Bildern oft zu sehen.
Henry Alexander, im Sommer 1943 vorübergehend im Kinderheim von Izieu untergekommen, sagte später: 
„Ich erinnere mich an Léa Feldblum. Ich erinnere mich sehr gut an ihr damaliges Gesicht und daran, dass sie für alle ein bisschen die Mutter war und sich rührend um die Kleinen kümmerte.“
Gabrielle Perrier, ehemalige Lehrerin in Izieu, beschrieb ebenfalls Feldblums Kinderfreundlichkeit:
„Alle Kinder waren ihre kleinen Freunde, sie liebte sie von Herzen, und die Kinder fühlten genau so für sie. Die Kleinen waren ständig um sie herum, kletterten ihr auf den Schoß. Wenn sie mir neue Kinder vorstellte, streichelte sie ihnen zärtlich über den Kopf.“

### Razzia und Festnahme
Am Morgen des 6. April 1944 (Gründonnerstag) fand eine Razzia durch die Gestapo und eine Abordnung der Deutschen Wehrmacht in dem Heim statt, die Klaus Barbie (1913–1991), SS-Obersturmbannführer und für seine Gewaltexzesse berüchtigter Gestapo-Chef von Lyon in Auftrag gegeben hatte. Sabine Zlatin hielt sich seit dem 2. April 1944 in Montpellier auf, wo sie Versteckmöglichkeiten für jüdische Kinder zu finden versuchte, da die Gefahr der Deportation deutlich größer war als unter der italienischen Besatzung. Die Abreise der Kinder in Kleingruppen sollte am 11. April 1944 beginnen. Sie selbst wollte am 6. April nach Izieu zurückkehren, wurde aber durch ein Telegramm Marie-Antoinette Cojeans, der Sekretärin der Unterpräfektur Belley, über die Razzia informiert: „Kranke Familie – ansteckende Krankheit.“ Da die Existenz des Heims kein Geheimnis war, ist eher unwahrscheinlich, dass eine Denunziation die Razzia auslöste. Der aus Lothringen stammende in Izieu untergekommene Bauer Lucien Bourdon wurde zwar deshalb verdächtigt und 1947 vor Gericht gestellt, aber es fehlten Beweise.
Am Morgen des ersten Tages der Osterferien fuhren zur Frühstückszeit zwei Lastwagen und ein Auto der Gestapo vor dem Kinderheim vor, um alle Personen festzunehmen, die sich im Haus befanden. Nur der Medizinstudent León Reifman, Bruder von Sarah Lavan-Reifman, der Kinderärztin des Heims, konnte durch einen Sprung durch ein Fenster entkommen und sich bei einer Bauernfamilie verstecken.

Julien Favets, Landarbeiter bei der Bauernfamilie schilderte die Razzia im Barbie-Prozess: 
„Und als ich in die Lastwagen schaute, fiel mir etwas auf […] Die Älteren, die 10, 12 Jahre alt waren, versuchten, von der Ladefläche des Lastwagens zu springen, und sofort wurden sie von zwei Deutschen wieder hinauf geworfen wie Kartoffelsäcke, wie gewöhnliche Säcke […] Und sobald sie wieder oben waren, trat sie ein anderer mit den Füßen […] Ich sah Herrn Zlatin, den Leiter des Kinderheims, wie er von der Lastwagenbank aufstand und meinem Chef, der an der Tür stand, zurief: „Monsieur Perticoz, kommen Sie nicht heraus, bleiben Sie im Haus! „Dann rammte ihm ein deutscher Soldat sein Maschinengewehr in den Bauch und trat ihm brutal gegen die Schienbeine. Der Maschinengewehrstoß ließ ihn zusammenbrechen und er musste sich in den Lastwagen hinlegen und ich habe ihn nicht mehr wiedergesehen.“ 
Julien Favets und León Reifman gaben an, bei der Razzia wahrscheinlich Klaus Barbie persönlich gesehen zu haben. Favets sagte, er habe ihn später auf einem Foto erkannt, als gesichert gilt es aber nicht, dass Barbie anwesend war. Es wurde berichtet, Kinder und Betreuer hätten bei ihrem Abtransport in den Lastwagen laut das patriotisch-revanchistische Lied „Vous n’aurez pas l’Alsace et la Lorraine“ (deutsch: „Ihr werdet Elsass und Lothringen nicht kriegen“) gesungen.

### Deportation
44 Kinder und Jugendliche im Alter von vier bis 17 Jahren und sieben erwachsene Angestellte des Heims wurden vom 6. bis 7. April 1944 im Gefängnis Montluc in Lyon eingesperrt, ein nichtjüdisches Kind war bereits in Izieu wieder frei gelassen worden. Das Durchschnittsalter der Kinder lag bei 9 Jahren. Im Barbie-Prozess sagte Feldblum aus: „Die Kinder mussten sich auf den Boden kauern und wir Erwachsenen wurden mit den Händen oben an die Wand gefesselt.“ Sie beschrieb, dass die Erwachsenen und älteren Kinder befragt wurden, nicht aber die Jüngeren. Am 7. April wurden die Gefangenen mit der Straßenbahn zum Bahnhof Lyon-Perrache und von dort mit einem zivilen Zug ins Sammellager Drancy gebracht. Léa Feldblum saß in einem Abteil mit den jüngsten Kindern. Sie beobachtete, wie die Jugendlichen Théo Reis und Arnold Hirsch in Handschellen über den Bahnsteig geführt wurden.
In Drancy enthüllte Léa Feldblum ihre wahre jüdische Identität, um nicht von den Kindern getrennt zu werden. Sie soll davor bereits zwei Mal eine Möglichkeit ausgeschlagen haben, in die sichere Schweiz zu gelangen. Die Kinder und Erwachsenen wurden zwischen April und Juni 1944 in sechs verschiedenen Transporten in das Vernichtungslager Auschwitz-Birkenau deportiert. Léa Feldblum begleitete die größte Gruppe.

### Auschwitz
Am 15. April 1944 trafen Feldblum und 34 Kinder mit dem 71. Transport in Auschwitz ein. Bei der Selektion an der Rampe fragte sie ihrer Schilderung nach ein SS-Führer: „Sind das deine Kinder?“ Sie habe geantwortet: „Das ist ein Kinderheim.“ Daraufhin sei sie sofort von den Kindern getrennt worden. Sie beschrieb später, Angehörige der Lager-SS hätten ihr den fünfjährigen Emile Zuckerberg, ein besonders verängstigtes Kind aus Belgien, aus den Armen gerissen. „Das sind Kinder! Trennen Sie uns nicht!“, habe sie noch geschrien, sagte Feldblum im Barbie-Prozess. „Aber sie nahmen sie mir weg und verbrannten sie. Die Kleinen haben geweint.“
42 der 44 Kinder aus Izieu wurden nach ihrer Ankunft in Auschwitz sofort in den Gaskammern ermordet. Zwei Jugendliche und der Heimleiter Miron Zlatin wurden in Tallin (Estland) von einem Erschießungskommando erschossen. Feldblum wurde in Auschwitz die Nummer 78.620 eintätowiert. Sie musste Zwangsarbeit leisten und wurde für angebliche medizinische Experimente missbraucht.

### Nach der Shoah
Léa Feldblum überlebte als einzige Person der aus Izieu Deportierten die Shoah und wurde durch Soldaten der Roten Armee am 27. Januar 1945 im KZ Auschwitz-Birkenau befreit. Über eine Zwischenstation in Odessa gelangte sie zurück nach Frankreich. Im Pariser Hôtel Lutetia, dem Treffpunkt der geretteten Deportierten, von April bis August 1945 Zwischenstation für knapp 13.000 Überlebende der Shoah, traf sie Léon Reifman wieder. 1946 reiste sie von Sète aus an Bord der Exodus ins Palästinensische Mandatsgebiet, wo sie erst 1947 ankam, da das mit jüdischen Menschen aus Europa besetzte Schiff durch das britische Militär aufgehalten wurde. Noch im gleichen Jahr heiratete sie und bekam im gleichen Jahr eine Tochter, Hanna. Ihr Ehemann kam 1948 im israelischen Unabhängigkeitskrieg ums Leben. In den 50er Jahren des 20. Jahrhunderts gründete sie einen Kindergarten in Ramat HaHayal, einem Stadtteil von Tel Aviv. Sie sei „die Güte in Person“ gewesen und habe ihr ganzes Leben der Erziehung von Kindern gewidmet, schrieb der französische Historiker und Rechtsanwalt Serge Klarsfeld in seinem Buch Die Kinder von Izieu: Eine menschliche Tragödie.
1989 starb Léa Feldblum in Tel Aviv.

## Prozess gegen Klaus Barbie

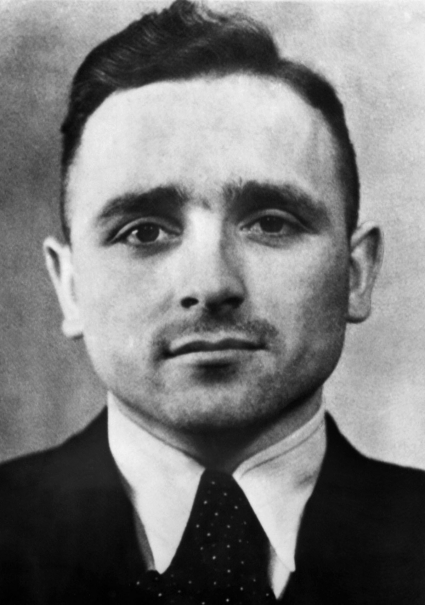
Klaus Barbie

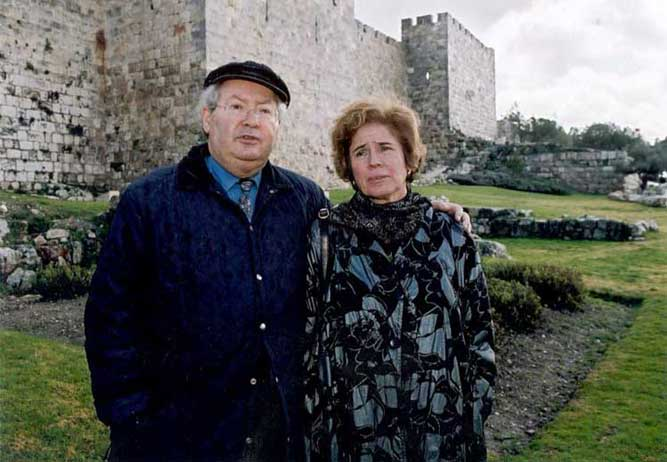
Serge und Beate Klarsfeld in Jerusalem (2007)

Léa Feldblum war die einzige Überlebende der Deportation aus Izieu. Im Prozess gegen Klaus Barbie, den Gestapo-Chef von Lyon, der wegen seiner Grausamkeit „der Schlächter von Lyon“ genannt wurde, sagte sie gegen ihn aus und berichtete von der Razzia, der Deportation und der Trennung von den Kindern. Der Fall Barbie erregte große internationale Aufmerksamkeit.

### Festnahme
Barbie konnte nach der Befreiung Frankreichs durch die Alliierten entkommen und 1951 nach Südamerika emigrieren. In Bolivien lebte er unter dem Falschnamen Klaus Altmann. In den 1970er Jahren begannen Serge Klarsfeld und seine Frau, die deutsche Journalistin Beate Klarsfeld, die NS-Kriegsverbrecher aufspürten, nach ihm zu suchen; Fortunée Benguigui und Ita-Rosa Halaunbrenner, zwei Mütter der ermordeten Kinder von Izieu, halfen ihnen dabei. Nach zehnjähriger Suche gelang es ihnen Barbie zu finden und im Februar 1983 seine Auslieferung nach Frankreich zu erwirken.

### Beweisaufnahme
Serge Klarsfeld legte ein Telegramm Barbies vom Abend nach der Razzia in Izieu nach Paris vor, in dem die Gefangennahme von Izieu dokumentiert war. Der Wortlaut des Telegramms, das er um 20.10 Uhr an den in Paris sitzenden Befehlshaber der Sicherheitspolizei und des Sicherheitsdienstes in Paris sandte: „In den heutigen Morgenstunden wurde das jüdische Kinderheim Colonie enfant in Izieu-Ain ausgehoben. Insgesamt wurden 41 Kinder im Alter von 3 bis 13 Jahren festgenommen. Ferner gelang die Festnahme des gesamten jüdischen Personals, bestehend aus 10 Köpfen. Der Abtransport erfolgt am 7.4.44 / Der Kdr. der Sipo und des SD Lyon IV B 61/43 / I.A. gez. Barbie / Ss-Ostuf.“ Drei Jugendliche hatte die Gestapo irrtümlich für erwachsene Betreuer gehalten, daher die verkehrten Zahlen. Das Telegramm war ein wichtiger Beweis für Barbies Schuld.

### Zeugenaussagen vor Gericht
Der Prozess gegen Barbie begann am 11. Mai 1987 vor dem Kassationsgericht in Lyon.
Barbie wurde wegen mehrerer Verbrechenskomplexe angeklagt, die Deportation der Kinder von Izieu war einer davon. Insgesamt wurde Barbie für die Deportation von 842 Menschen verantwortlich gemacht. Serge Klarsfeld war Anwalt der Nebenkläger, er schrieb: „Für die Kinder von Izieu und nur für sie allein haben wir nach Barbie gesucht und ihn gefunden.“
Während der siebeneinhalb Prozesswochen fanden drei Anhörungen zu Izieu statt. Die Aussagen der Zeugen wurden gefilmt und in Ausschnitten in den französischen TV-Nachrichten gesendet. Léa Feldblum reiste aus Israel an, um als Nebenklägerin (die anderen beiden waren die Mütter Fortunée Benguigui und Ita-Rosa Halaunbrenner) und als Zeugin der Staatsanwaltschaft gegen Barbie auszusagen. Sie sprach dabei eine Mischung aus Hebräisch, Jiddisch und Französisch. Vor Gericht sagte Laja Feldblum-Klepten, wie sie in Israel hieß: „Es ist meine Pflicht gegen Klaus Barbie auszusagen, im Namen der 44 Kinder, die in Auschwitz ermordet wurden, die jede Nacht vor meinen Augen erscheinen.“
Feldblum beschrieb die Situation nach der Ankunft in Auschwitz, wobei sie nach Worten rang:

„Ich nahm zwei der Kinder an die Hand, der Himmel war rot, es war Nacht, die Kinder hatten Angst... Ich möchte mich nicht als Heldin darstellen, aber ich liebte.. Ein dreijähriges Kind kam zu mir...Ich bin Kindergartenlehrerin...Also sagte ich zu dem Mann: Ich bin Léa Feldblum.“

Gerhard Mauz (Der Spiegel) berichtete in einer Gerichtsreportage:

„Lea Feldblum, 67, aus Israel angereist, sie hat die Kinder im Heim in Izieu betreut, auch sie ist nach Auschwitz geschafft worden mit den Kindern zusammen und als einzige zurückgekehrt: Mehr als das, was sie sagt, bezeugt ihr Auftritt als Zeugin, was das in Wahrheit ist, was man ein Überleben nennt.“

Lothar Baier von der taz schrieb, Feldblum habe sich bei ihrer Aussage in Details verloren:

„Die Anwesenden spüren, daß man von jemandem, der lebend aus der Todesfabrik Auschwitz zurückkam, nicht noch eine gerichtsverwertbare Beschreibung des Fabrikvorhofs verlangen kann.“

Der Filmregisseur Marcel Ophüls, der den mit einem Oscar prämierten Film Hôtel Terminus: Zeit und Leben des Klaus Barbie (1988) drehte, sagte in einem Interview, bei Feldblums Aussage habe er wie einige andere Zuschauer sehr stark geweint. Roger de Weck, Gerichtsreporter für die Wochenzeitung Die Zeit schrieb am 3. Juli 1987:

„Wo in der Bundesrepublik Naziprozesse gleichsam routiniert gehandhabt werden, verdichteten sich in Frankreich alle Emotionen und alle Ängste auf den Barbie-Prozess, als ob diesem Ereignis eine gewaltige Erlösungskraft innewohne. (…) Wer Barbies frühere Opfer gesehen und gehört hat, wer ihr Leid ermessen konnte, der zweifelte nicht daran, dass dieser Prozess nötig war – um die Geschichte für die Gegenwart aufzuarbeiten.“

Am 4. Juli 1987 wurde Barbie der insgesamt 17 Anklagepunkte, die ihm zur Last gelegt wurden, für schuldig befunden und im Beisein von 700 anwesenden Journalisten aus der ganzen Welt vom Schwurgericht wegen Verbrechen gegen die Menschlichkeit zu einer lebenslangen Haftstrafe verurteilt. Er starb 1991 im Gefängnis in Lyon.
Fortunée Benguigui, Ita-Rosa Halaunbrenner und Léa Feldblum, die Zeuginnen der Anklage, starben alle drei kurz nach dem Prozess.

## Erinnerung
Am 4. März 1988 gründete Sabine Zlatin die Vereinigung Musée mémorial des Enfants d´Izieu. Die Organisation hat das Ziel der „Erinnerung an die 44 Kinder, ihren Direktor und ihre ErzieherInnen, die jüdischer Abstammung waren und den Märtyrertod starben und als Zeichen dankbarer Verehrung der WiderstandskämpferInnen und Deportierten, insbesondere aus den Départements Ain, Isère, Jura, Rhône, Haute-Savoie, Savoie und Saône-et-Loire“. Seit 1994 ist das Maison d’Izieu eine Gedenkstätte, sie wurde von dem damaligen Staatspräsidenten François Mitterrand eingeweiht. 2010 erstellte die Gedenkstätte eine Wanderausstellung mit Fotos von Kindern und Betreuern von Izieu, die in vielen Schulen Österreichs gezeigt wurde. Am Wiener Schwedenplatz erinnert seit 2017 ein Gedenkstein an die Kinder, von denen sieben ursprünglich aus Wien waren. In Belley wurde ein Denkmal errichtet. Französische und deutsche Schüler gestalteten gemeinsam die Wanderausstellung „Mannheim – Izieu – Auschwitz“, in der die Lebensgeschichte der aus Mannheim stammenden Izieu-Kinder Sami Adelsheimer, Max Leiner, Fritz Löbmann und Otto Wertheimer dargestellt wird.
Der deutsche Liedermacher Reinhard Mey veröffentlichte 1994 das Lied Die Kinder von Izieu.